# Обержанвил
 Тази статия е за града във Франция.  За кантона вижте Обержанвил (кантон).  
Обержанвѝл (на френски: Aubergenville) е град в северна Франция, административен център на кантон Обержанвил в департамента Ивлин на регион Ил дьо Франс. Населението му е около 11 600 души (2013).
Разположен е на 107 метра надморска височина в Парижкия басейн, на левия бряг на река Сена и на 38 километра западно от центъра на Париж. Селището възниква през XI век, а днес е предградие на Париж, в което е разположен един от големите заводи на автомобилната компания „Рено“.

## Известни личности
Родени в Обержанвил
- Изабел Каро (1982 – 2010), актриса